# Phare d'İğneada
Le phare d'İğneada (en turc : İğneada Feneri) est un feu côtier situé sur la rive européenne de la mer Noire, à 8 km de la frontière de la Bulgarie, dans la province de Kirklareli, en Turquie.
Il est exploité et entretenu par l'Autorité de sécurité côtière (en turc : Kıyı Emniyeti Genel Müdürlüğü) du Ministère des transports et des communications.

## Histoire
Le phare d'İğneada, à la pointe de Koru Burnu, se situe au nord-est du dernier port du pays dans l'ouest de la mer Noire. Il fait partie d'une série de construction de phares dans le cadre des relations bilatérales développées avec la France. Le phare d'İğneada a d'abord fonctionné au kérozène puis au carbure (gaz d'acétylène). La lumière a ensuite été relié au réseau électrique de la région. Aujourd'hui, elle est toujours connectée à l'énergie électrique mais est également équipée de panneaux qui convertissent l'énergie solaire en électricité. Depuis sa création, le phare d'İğneada a été méticuleusement préservé et exploité par la famille Engin. Depuis peu le phare est devenu en exploitation automatique.

## Description
Le phare  est une tour cylindrique en en maçonnerie blanche de 8 m de haut, avec une galerie et une lanterne, attenante à une maison de gardien d'un étage.
Son feu à éclats émet, à une hauteur focale de 44 m, deux  brefs éclats blancs de 0.3 seconde, séparés de 2.7 secondes, par période de 15 secondes. Sa portée est de 20 milles nautiques (environ 38 km).
Identifiant :ARLHS : TUR-... - Admiralty : N4966 - NGA : 17528.

## Caractéristique dufeu maritime
Fréquence : 15 secondes (W-W)
- Lumière : 0.3 seconde
- Obscurité : 2.7 secondes
- Lumière : 0.3 seconde
- Obscurité : 9.7 secondes

### Lien connexe
- Liste des phares de Turquie